# 크리스 오비
크리스 오비(영어: Chris Obi, 1976년 4월 1일 ~ )는 잉글랜드 출신의 배우로, 드라마 《신들의 전쟁》과 《스타 트렉: 디스커버리》에 나온다.

## 출연작 목록

### 영화
- 공각기동대: 고스트 인 더 쉘(2017) - 대사

### 드라마
- 신들의 전쟁 - 미스터 자칼 / 아누비스
- 스타 트렉: 디스커버리 - 트쿠브마